# 北门街道 (四平市)
北门街道，是中华人民共和国吉林省四平市铁东区下辖的一个乡镇级行政单位。

## 行政区划
北门街道下辖以下地区：
西关社区、八三社区、新春社区、东关社区、泰安社区、喜庆社区和桃源社区。